# Caroline Bonaparte
Pour les articles homonymes, voir Bonaparte, Caroline Murat et Murat.
 (mai 2023).
Si vous disposez d'ouvrages ou d'articles de référence ou si vous connaissez des sites web de qualité traitant du thème abordé ici, merci de compléter l'article en donnant les références utiles à sa vérifiabilité et en les liant à la section « Notes et références ».
Caroline Bonaparte, née Maria-Annunziata di Buonaparte le 25 mars 1782 à Ajaccio et morte le 18 mai 1839 à Florence, fut grande-duchesse consort de Berg puis reine consort de Naples par son mariage avec Joachim Murat. Elle est la plus jeune sœur de Napoléon Ier.

## Jeunesse
Maria-Annunziata Bonaparte fut baptisée à Ajaccio le 25 mars 1782. Elle était la troisième et dernière fille de Charles Bonaparte et de Maria Letizia Ramolino, et leur avant-dernier enfant, le dernier étant Jérôme Bonaparte.
Pendant son enfance, sa famille ayant peu d'argent, elle reçut une éducation rudimentaire dans un couvent de religieuses, et dut probablement travailler comme couturière.
En juin 1797, Napoléon Bonaparte fit venir sa famille à Mombello, où Caroline, 15 ans, assista le 14 juin au mariage de ses sœurs Élisa et Pauline. Lors de leur voyage de noces dans les lacs italiens, Caroline fit la connaissance de Joachim Murat, fringant aide de camp de Napoléon âgé de 30 ans, dont elle tomba amoureuse. Grand séducteur, soupçonné d'avoir eu une liaison avec Joséphine de Beauharnais, Murat ne fut d'abord pas accepté par Napoléon comme prétendant pour sa sœur.
Napoléon estimait également que l'éducation de Caroline était insuffisante, c'est pourquoi il l'envoya en 1798 au pensionnat de jeunes filles de Madame Campan à Saint-Germain-en-Laye. Caroline y eut pour camarades, notamment, Hortense et Stéphanie de Beauharnais ; Hortense, en particulier, devint son amie. Après la fin de la campagne d'Égypte, Napoléon invita Caroline et Hortense chez lui pour participer aux réceptions qu'il donnait ; Caroline y rencontra à nouveau Murat. À l'approche de Brumaire, Caroline fut renvoyée au pensionnat.
Après le coup d'État du 18 Brumaire, Murat se rendit en personne chez Madame Campan pour annoncer la nouvelle à Caroline. Napoléon était toujours réticent à l'idée de marier sa sœur à Murat ; il envisageait de la donner au général Jean-Victor Moreau. Celui-ci s'étant déjà fiancé à Mlle Hulot d'Osery, Napoléon donne son consentement à Murat.

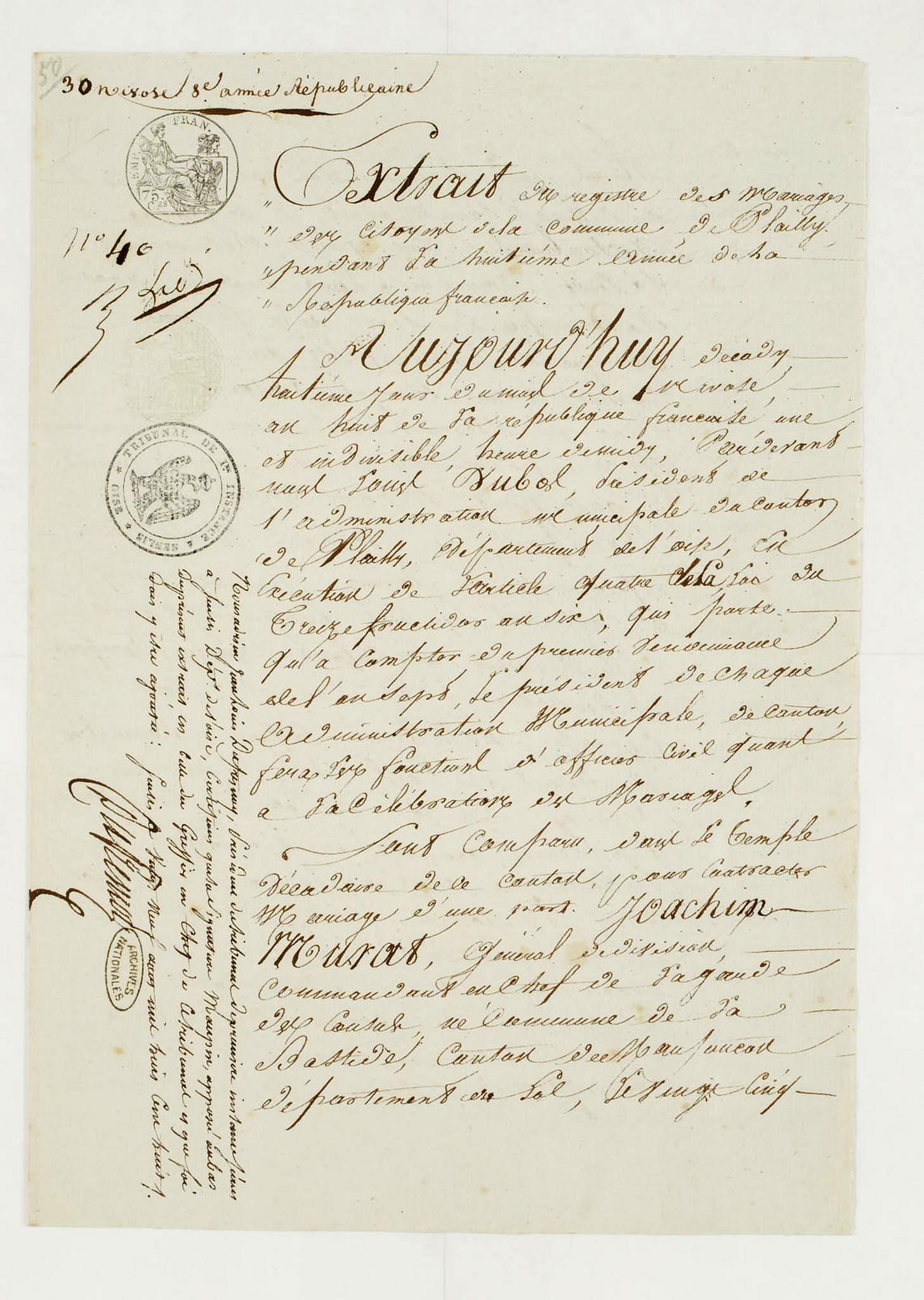
Acte de mariage de Joachim Murat et de Marie Annonciade Bonaparte, 8 nivôse an VIII. Don de Napoléon III.

Le 18 janvier 1800, le contrat de mariage fut signé en présence de la famille et Caroline reçut une dot. Le 20 janvier, le mariage civil fut célébré à Mortefontaine. Le couple s'installa à l'hôtel de Brionne et, le 27 mai, Napoléon leur fit don d'une partie du domaine de Villiers.
Caroline était aux côtés de Joséphine quand l'attentat de la rue Saint-Nicaise les manqua de peu. Caroline était alors enceinte de son premier fils, Achille et sa grossesse ne fut pas remise en cause.
Pour la naissance d'Achille, le 21 janvier 1801, Caroline reçut de son mari des cadeaux qui provenaient du tribut de l'armistice de Foligno le 27 février 1801. Murat lui fit envoyer ces cadeaux et ne put rentrer de Toscane, où Napoléon lui ordonna de rester.
En avril, Caroline fut autorisée à rejoindre son mari à Florence. En juillet 1801, Murat fut nommé général en chef des armées de la République cisalpine et fut chargé de préparer l'arrivée des souverains du royaume d'Étrurie, Louis et Marie-Louise, qui furent accueillis le 2 août 1801 au Palazzo Vecchio de Florence.
Envoyés par la suite à Milan, Caroline et son mari revinrent à Paris pour la naissance de leur second enfant, Letizia. Ils se marièrent à l'église le 4 janvier 1802, en même temps que Louis Bonaparte et Hortense de Beauharnais.
Entre 1802 et l'été 1803, Caroline séjourna alternativement à Paris et à Milan, où elle reçut plusieurs personnalités de France et d'Italie, organisant pour eux des dîners et des spectacles.
Le 23 août 1803, les Murat revinrent à Paris. Joachim Murat fut nommé par Napoléon gouverneur de Paris et commandant de la première division militaire.
En avril 1804, Caroline s'opposa vivement à l'adoption par Napoléon de Napoléon-Charles Bonaparte, fils d'Hortense de Beauharnais, alors que ses propres enfants n'avaient ni titre ni terre.
Le 18 mai 1804, à la proclamation de l'Empire, les frères de Napoléon prirent le titre de princes impériaux, rien de particulier n'étant prévu pour ses sœurs. Irritée, Caroline accabla Napoléon de plaintes ; il céda et conféra à Caroline, Pauline et Élisa le titre d'altesses impériales.
À la naissance de sa fille Louise, le 22 mars 1805, Caroline reçut de Napoléon la permission et l'argent pour faire l'acquisition du palais de l'Élysée. Avec son mari, elle fit restaurer le palais qui était en mauvais état et le décora d'œuvres d'art.
Murat se rendit à Vienne pour y livrer bataille le 1er décembre 1805, et Caroline le rejoignit peu de temps après. Elle assista au mariage d'Eugène de Beauharnais avec la princesse Augusta-Amélie de Bavière, fille du Grand Électeur, les 13 et 14 janvier 1806.

## Grande-duchesse consort de Berg
Au début de l'année 1806, Napoléon distribua des terres et des titres à ses proches, et pensa d'abord attribuer à Caroline la principauté de Neuchâtel. Celle-ci n'acceptait pas un territoire aussi petit.
Le 15 mars 1806, Napoléon attribua aux Murat le grand-duché de Berg, formé du duché de Berg et du duché de Clèves, et destiné à servir de « barrage » entre la France et la Prusse en cas de conflit. Murat s'y rendit le 24 mars, Caroline restant à Paris. Sa venue fut annoncée pour juillet ; devant la menace d'une guerre, le voyage fut annulé.
Le 2 décembre 1806, elle ouvrit un salon à l'Élysée, invitant des gens de pouvoir et donnant de somptueuses fêtes, notamment des bals costumés. Espérant obtenir la nomination de son mari comme roi de Pologne, elle reçut chez elle la noblesse polonaise. Napoléon ne créa finalement pas de statut particulier pour la Pologne.
À partir du 21 septembre 1807, la cour impériale résidant à Fontainebleau, Caroline fit la connaissance de Klemens Wenzel von Metternich, ambassadeur d'Autriche à Paris. La même année, elle se fit portraiturer par la fameuse peintre Élisabeth Vigée-Lebrun, ancienne peintre de la reine Marie-Antoinette et de toute l'Europe royale, qui déclara : « j'ai peint de vraies princesses qui ne m'ont jamais tourmentée et ne m'ont jamais fait attendre ! »
Le 20 février 1808, Napoléon ordonna à Murat de commander ses troupes en Espagne. Restée à Paris, Caroline espérait obtenir des titres espagnols à l'issue de la guerre. Napoléon confia l'Espagne à son frère Joseph Bonaparte. Quant à Murat, il eut le choix entre le royaume de Naples et celui de Portugal ; il choisit Naples.

## Reine consort de Naples

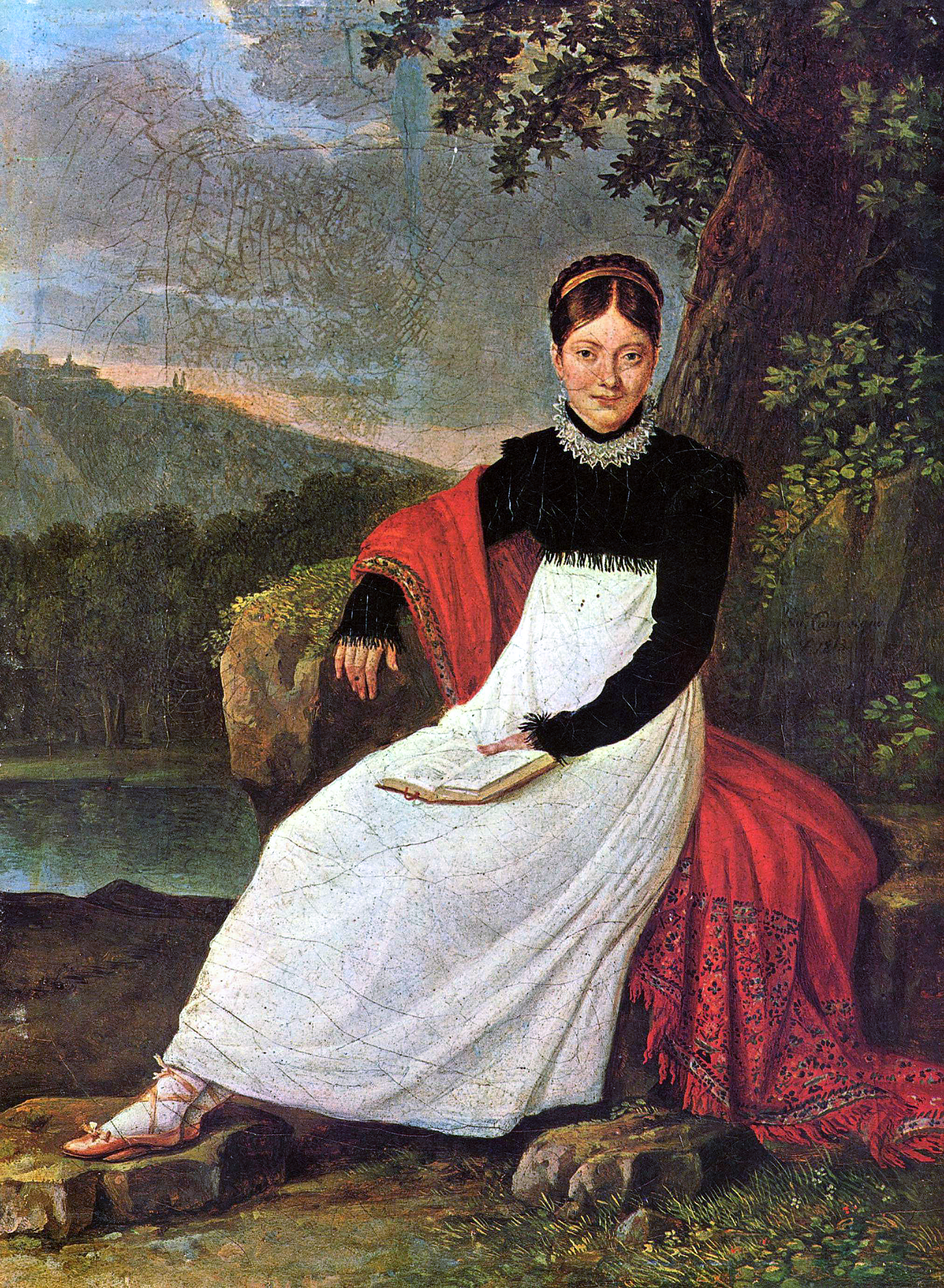
Caroline en costume traditionnel de paysanne napolitaine par Giuseppe Cammarano, 1813.

Le 15 juillet 1808, le traité de Bayonne conféra la couronne de Naples aux Murat ; son article 3 précisait que :
« […] Si son Altesse Impériale la Princesse Caroline survit à son auguste époux, elle restera reine des Deux-Siciles. »
Une autre clause du traité précisait qu'en contrepartie du royaume de Naples, le couple devait faire don à Napoléon de tous les biens qu'il possédait en France. Caroline fit emballer et emporter vers Naples une bonne partie des meubles et des œuvres d'art de l'Élysée, son frère Joseph, le précédent roi de Naples, ayant prélevé des sommes importantes dans les comptes de l'État et vidé de ses meubles le Palazzo Reale en quittant Naples. Murat entra à Naples le 6 septembre 1808 ; Caroline, partie après lui, y arriva le 25 septembre.
Affaiblie par son voyage, Caroline commença à organiser les fêtes et les bals royaux à partir de novembre 1808.
Durant une bonne partie de son règne, Caroline ne s'entendit pas très bien avec son époux, celui-ci étant frustré de ne devoir ses titres qu'à son mariage avec elle, et la soupçonnant de favoriser son frère. Il ne lui laissa que peu de pouvoir politique.
Caroline s'occupa alors de la décoration des palais royaux, en particulier le Palazzo Reale qu'elle fit remeubler et où elle fit installer des nouveaux jardins. Elle s'intéressa également aux fouilles archéologiques de Pompéi, où elle suggéra de reconstruire et remeubler l'une des maisons de l'ancienne ville romaine. Certains des meubles qu'elle commanda pour ses palais étaient d'inspiration romaine ; l'une de ses tables intégrait une véritable mosaïque romaine provenant d'Herculanum, représentant Méduse la Gorgone.
Elle prit également des décisions importantes dans le domaine économique, notamment en développant le secteur manufacturier. Elle fit moderniser les équipements des fabriques, notamment pour les fabricants de soie, pour lesquels elle mit en place des formations pour les ouvriers et des plantations de mûriers sélectionnés. Elle aida également les filatures de coton et les fabricants d'ornements de corail.
Elle consacra également de l'attention à l'éducation des jeunes filles napolitaines. En s'inspirant de l'Institut Élisa créé par Élisa Bonaparte, elle fonda en 1808 un pensionnat de jeunes filles dans les bâtiments de l'ancien couvent Santa Maria della Providenza, dit des « Miracoli ». Elle fit également inspecter et rénover les établissements existants, comme la Casa Carolina d'Aversa fondée par Joseph Bonaparte.
Elle importa et favorisa également les arts français à Naples, notamment la mode, le théâtre et la cuisine. Elle appréciait le peintre Ingres, à qui elle acheta en 1808 un tableau intitulé La Dormeuse ; en 1814, elle lui commanda La Grande Odalisque, qui fut livrée en décembre.

### Les premières tensions avec Napoléon
Le 15 décembre 1809, Murat et Caroline, rentrés à Paris, assistèrent au divorce de Napoléon et de Joséphine. Peu de temps après, Napoléon réclama à Murat le paiement des contreparties du traité de Bayonne, et Caroline dut intercéder en faveur de son époux.
Napoléon ayant décidé de se remarier avec Marie-Louise d'Autriche, Caroline fut chargée de préparer le trousseau de la mariée, puis d'escorter Marie-Louise de Munich à Paris.
Le 18 décembre 1810, Murat dirigea une expédition en Sicile qui se solda par un échec, ce qui raviva encore les tensions entre lui et Napoléon.
Le 20 mars 1811, pour la naissance de Napoléon II, Murat se rendit aux Tuileries et reçut un accueil froid de la part de Napoléon, qui refusa de retirer les troupes françaises stationnées à Naples. Caroline, pourtant choisie comme marraine du prince, ne se rendit pas en France, craignant que Napoléon lui enlève le royaume de Naples : elle déclara que « comme on voulait lui prendre sa couronne, elle préférait recevoir cet affront à Naples plutôt qu'à Paris ». Ce fut Hortense de Beauharnais qui fut désignée comme marraine par procuration.
Le 14 juin 1811, craignant une montée en force du « parti français » à Naples, Murat décréta que tous les étrangers occupant des emplois civils à Naples devaient demander leur naturalisation ou renoncer à leurs emplois ; la mesure visait particulièrement les Français, alors nombreux à Naples. Napoléon réagit violemment en rappelant que tous les citoyens français devaient être également considérés comme citoyens du royaume de Naples.
Le 17 août, le comte de Daure, ami de Caroline, fut privé de ses fonctions de ministre et rapporta les agissements de Murat à Napoléon, qui fit arrêter certains conseillers de Murat avant de lui rappeler son rôle. Caroline fut alors envoyée en France pour apaiser la colère de Napoléon.
En avril 1812, Murat fut appelé à combattre aux côtés de Napoléon en Russie et la régence de Naples fut confiée à Caroline, malgré les réticences de Murat. Malade, Murat dut quitter le champ de bataille le 7 janvier 1813 après avoir confié le commandement à Eugène de Beauharnais. Rentré à Naples, il désapprouva une grande partie des décisions prises par Caroline durant sa régence.

### L'alliance avec l'Autriche

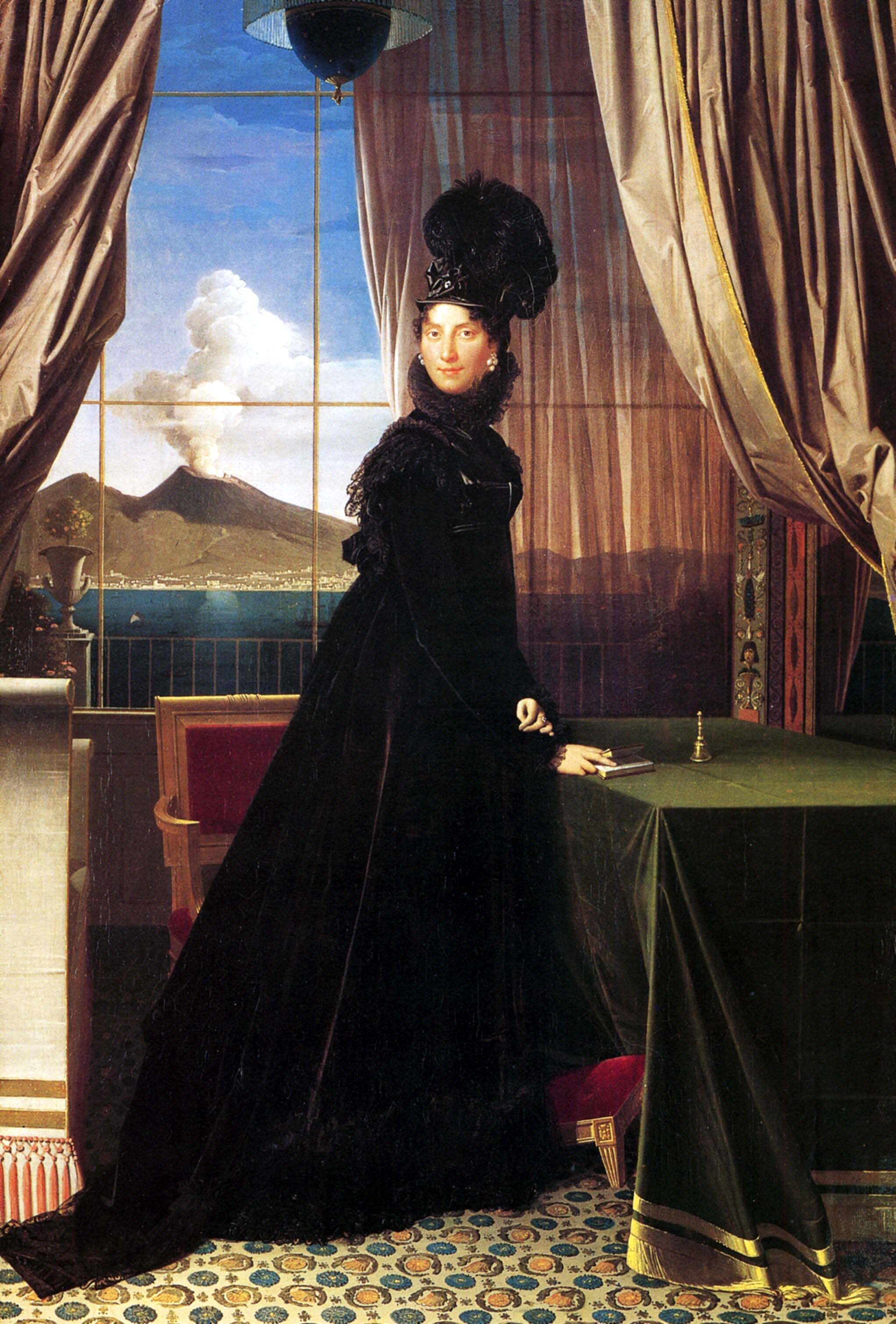
La Reine Caroline Murat par Jean-Auguste-Dominique Ingres, 1814, collection privée.

Les premières négociations d'alliance avec l'Autriche furent faites par Murat à l'insu de Caroline. Le 7 mars 1813, il envoya à Vienne un agent qui fut reçu par Klemens Metternich. Son principal souci était de conserver le royaume de Naples ; en effet, il craignait que Napoléon ne décide de le rattacher à l'Empire de France ou au royaume d'Italie. De plus en plus en froid avec Napoléon, Murat s'indigna également que l'empereur ait confié, au début du mois de juillet 1813, le commandement des armées d'Italie au vice-roi Eugène et pas à lui. Ce fut à cette période qu'il mit Caroline au courant de ses négociations avec l'Autriche.
En août 1813, Murat fut invité par Napoléon à rejoindre son armée à Dresde, et Caroline fut nommée régente en son absence. À ce moment, Metternich et ses représentants l'assurèrent que si Naples entrait dans la coalition contre la France, tous les membres de la coalition reconnaîtraient le royaume et ses souverains. Afin de conserver son royaume, et doutant de plus en plus des desseins de Napoléon, Caroline accepta l'alliance avec l'Autriche. Rentré à Naples le 4 novembre, Murat accepta également d'entrer dans la coalition.
Dans la nuit du 7 au 8 janvier 1814, un accord avec l'Autriche fut signé : Murat promettait une armée de 30 000 hommes pour combattre aux côtés des coalisés à condition de ne pas envahir le sol français, et en échange, l'Autriche garantissait les États de Naples. Le 23 janvier 1814, Joachim quitta Naples avec son armée et Caroline fut à nouveau régente. Cependant, les Anglais se révélèrent rapidement représenter une menace, car ils n'avaient pas ratifié l'accord austro-napolitain et ne reconnaissaient pas Murat comme roi.
Le 12 février, Caroline fit renvoyer de Naples tous les officiers et agents français, et coupa les communications et le commerce entre Naples et la France.
Le 29 mars 1814, après l'abdication de Napoléon, Murat rentra à Naples. Lui et Caroline refusèrent toute aide à Napoléon exilé sur l'île d'Elbe ; cependant, ils accueillirent Pauline Bonaparte à Naples, qui communiqua avec Napoléon mais sans l'aval officiel des souverains de Naples.
S'ensuivit une période de relative tranquillité à Naples, mais dans le même temps, les Alliés réfléchissaient au partage de l'Europe et envisagèrent un temps d'accorder l'Italie aux Bourbons ; ils préférèrent laisser provisoirement Naples à Murat. Les Anglais, de leur côté, ne reconnaissaient toujours aucune alliance avec les souverains de Naples.
Le soir du 26 février 1815, Napoléon s'évada de l'île d'Elbe ; Murat décida alors de renouer avec lui et de libérer en même temps l'Italie pour en devenir le roi. Caroline chercha à l'en dissuader, mais elle échoua : il quitta Naples le 17 mars 1815.

## Destitution et exil
Devant cette rupture de l'alliance, Metternich rompit avec le royaume de Naples le 5 avril 1815, et demanda à Caroline la reddition du royaume le 26 avril. Caroline refusa. Le 7 mai, elle fit partir de Naples sa mère, son oncle Fesch et son frère Jérôme. Le 12 mai, les Anglais lui donnèrent l'ordre de quitter Naples ; ils s'engagèrent à mettre à sa disposition le navire anglais Tremendous pour la ramener en France avec ses enfants et sa suite.
Le 17 mai, Murat parvint à revenir à Naples pour n'y rester que quelques jours, et quitta le royaume discrètement.
Le 22 mai 1815, Caroline fut déclarée prisonnière de l'Autriche, et l'amiral anglais Esmouth refusa de la conduire en France. Après avoir embarqué ses enfants, le Tremendous mit le cap vers Trieste le 25 mai. Là-bas, Caroline fut provisoirement installée au Palazzo Romano, où sa présence fut vite jugée indésirable pour les Autrichiens. Elle partit donc et s'installa le 16 septembre au château de Hainburg près de Vienne. Malgré les protestations autrichiennes, elle prit le nom de comtesse de Lipona (anagramme de Napoli, Naples en italien).
Quant à son mari Joachim Murat, capturé en Calabre par les troupes du roi Bourbon Ferdinand IV, il est exécuté le 13 octobre 1815.
En 1817, Caroline put s'installer au château de Frohsdorf. Elle y vécut entourée de peu de monde, sa sœur Pauline et son frère Jérôme s'étant détachés d'elle. Le 3 mars 1818, Jérôme écrivit à Élisa Bonaparte : « Je n'espère rien de Caroline, ils sont anti-français et anti-famille », puis : « Notre position par rapport à Caroline est un enfer, je n'y puis plus tenir. »
De plus, ses deux fils Achille et Lucien, ne voyant aucun avenir dans leur vie d'exilés en Autriche, émigrèrent vers les États-Unis. Achille partit le premier en 1822, suivi de Lucien en 1824.
En 1824, elle obtint à nouveau le droit de s'installer à Trieste et pas celui d'entrer dans la péninsule italienne.
En 1830, Louis-Philippe accorda à Caroline le droit de faire quelques séjours en France, et en 1831, elle obtint la permission de s'installer à Florence, au Palazzo Griffoni. Elle est soutenue jusqu'à la fin de sa vie par Francesco Macdonald, ancien ministre de Joachim Murat. Elle meurt d'un cancer du duodénum et d'une infection du foie à Florence le 18 mai 1839, à l'âge de 57 ans. Elle est inhumée dans l’église des Ognissanti à Florence.

## Descendance
- Achille Charles Louis Napoléon, né le 21 janvier 1801 à Paris et mort le 15 avril 1847 en Floride. Il épousa en 1826 Catherine Willis Gray à Washington ; il meurt sans descendance.
- Maria Letizia Joséphine, née le 26 avril 1802 à Paris et morte le 12 mars 1859 à Bologne. Elle épousa en 1823 le marquis Guido Taddeo Pepoli.
- Lucien Charles Joseph Napoléon, né le 16 mai 1803 à Milan et mort le 10 avril 1878 à Paris. Il épousa en 1831 Carolina Georgina Frazer au New Jersey. Il est l'ancêtre des actuels princes et princesses Murat subsistants.
- Louise Julie Caroline, née le 22 mars 1805 à Paris et morte le 1er décembre 1889 à Ravenne. Elle épousa en 1825 le comte Giulio Rasponi. Elle écrivit un livre, Souvenirs d'enfance, racontant la vie de la famille Murat à Naples.

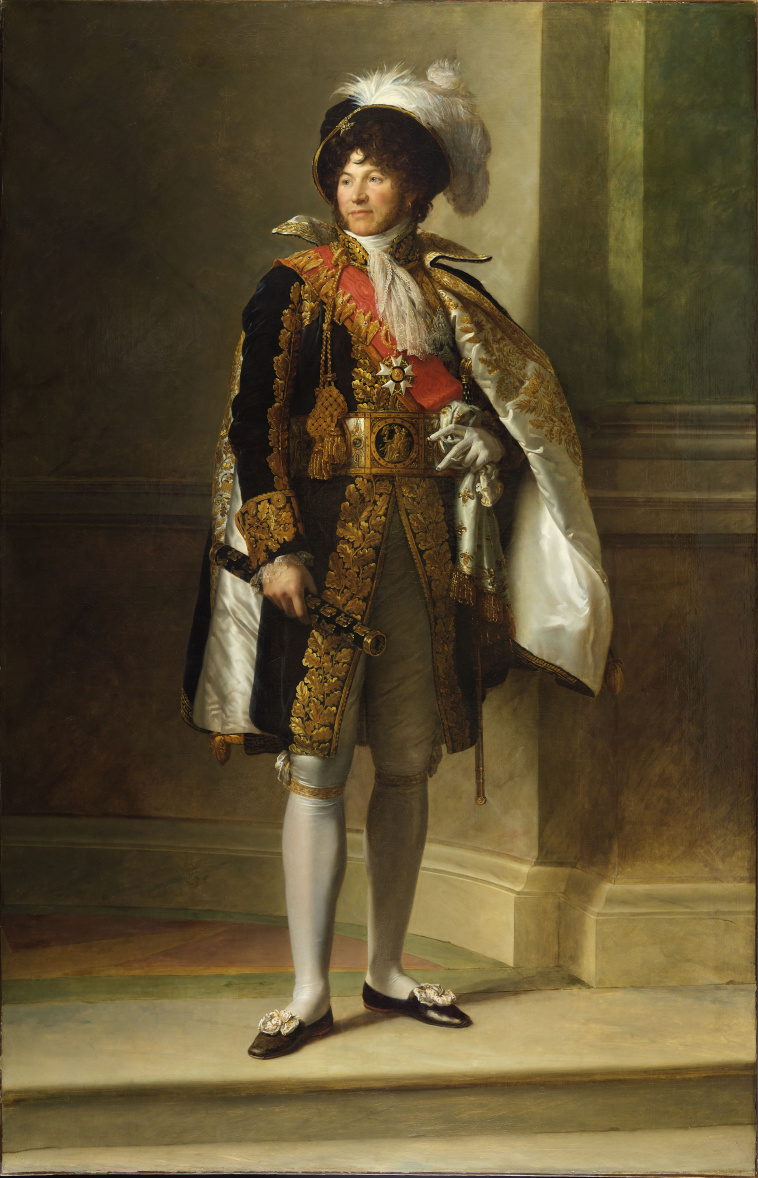
Joachim Murat, par François Gérard, musée de Capodimonte.
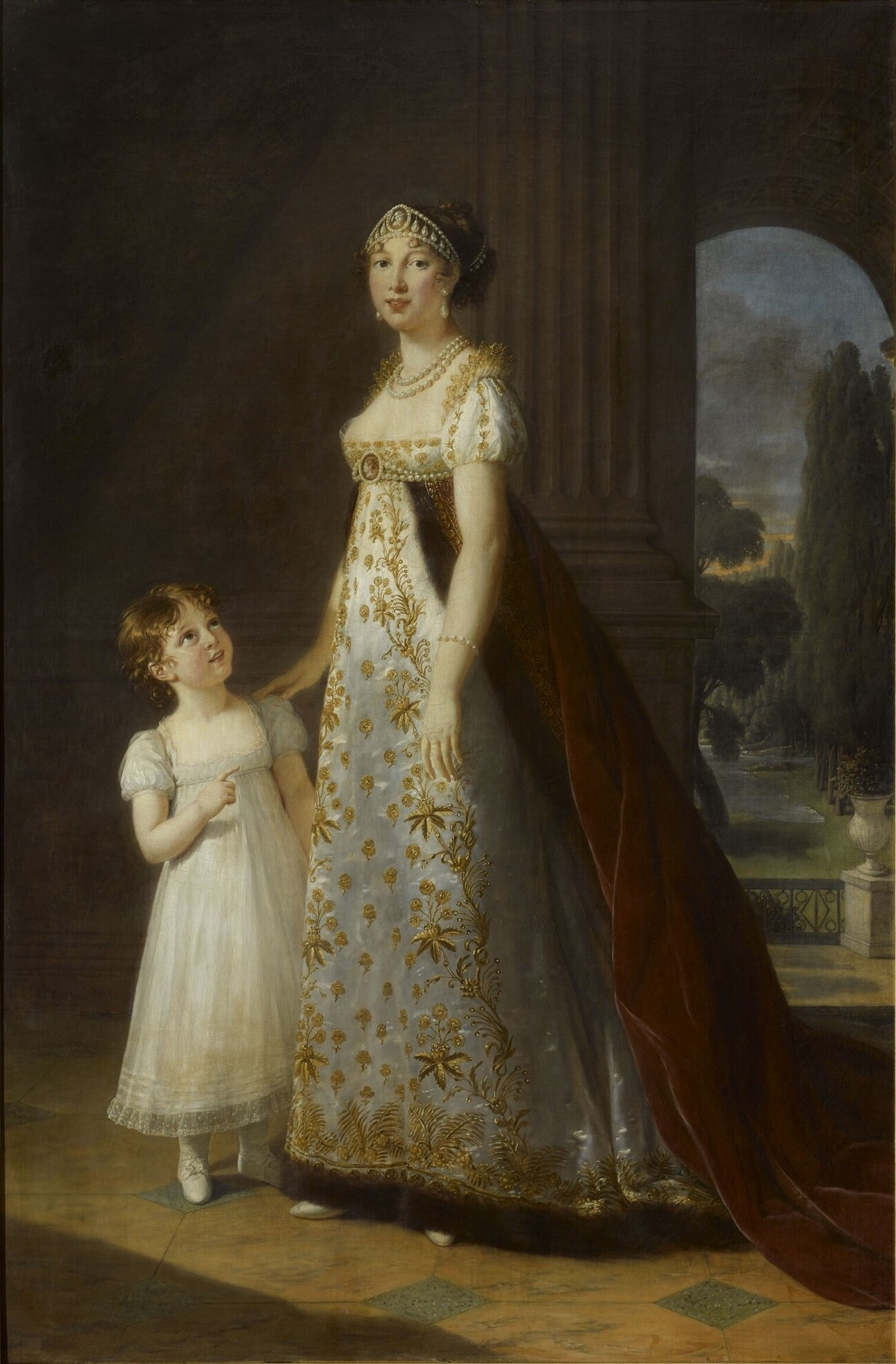
Caroline et sa fille Létizia, par Elisabeth Vigée Le Brun 1807, château de Versailles.
Caroline et ses enfants, par François Gérard, 1808, château de Fontainebleau.

## Titres et honneurs

### Titulature
- 25 mars 1782 - 1793 : Mademoiselle Maria-Annunziata Bonaparte
- 1793 - 18 janvier 1800 : Mademoiselle Caroline Bonaparte
- 18 janvier 1800 - 19 mai 1804 : Madame Caroline Murat
- 19 mai 1804 - 1806 : Son altesse impériale Caroline, princesse française
- 1806 - 1er août 1808 : Son altesse impériale Caroline, grande-duchesse consort de Berg
- 1er août 1808 - 3 mai 1815 : Sa majesté la reine de Naples
  - 3 mai 1815 - 18 mai 1839 : Sa majesté la reine Caroline de Naples (après la destitution du couple Murat)

## Caroline Bonaparte dans les arts

### Peintures

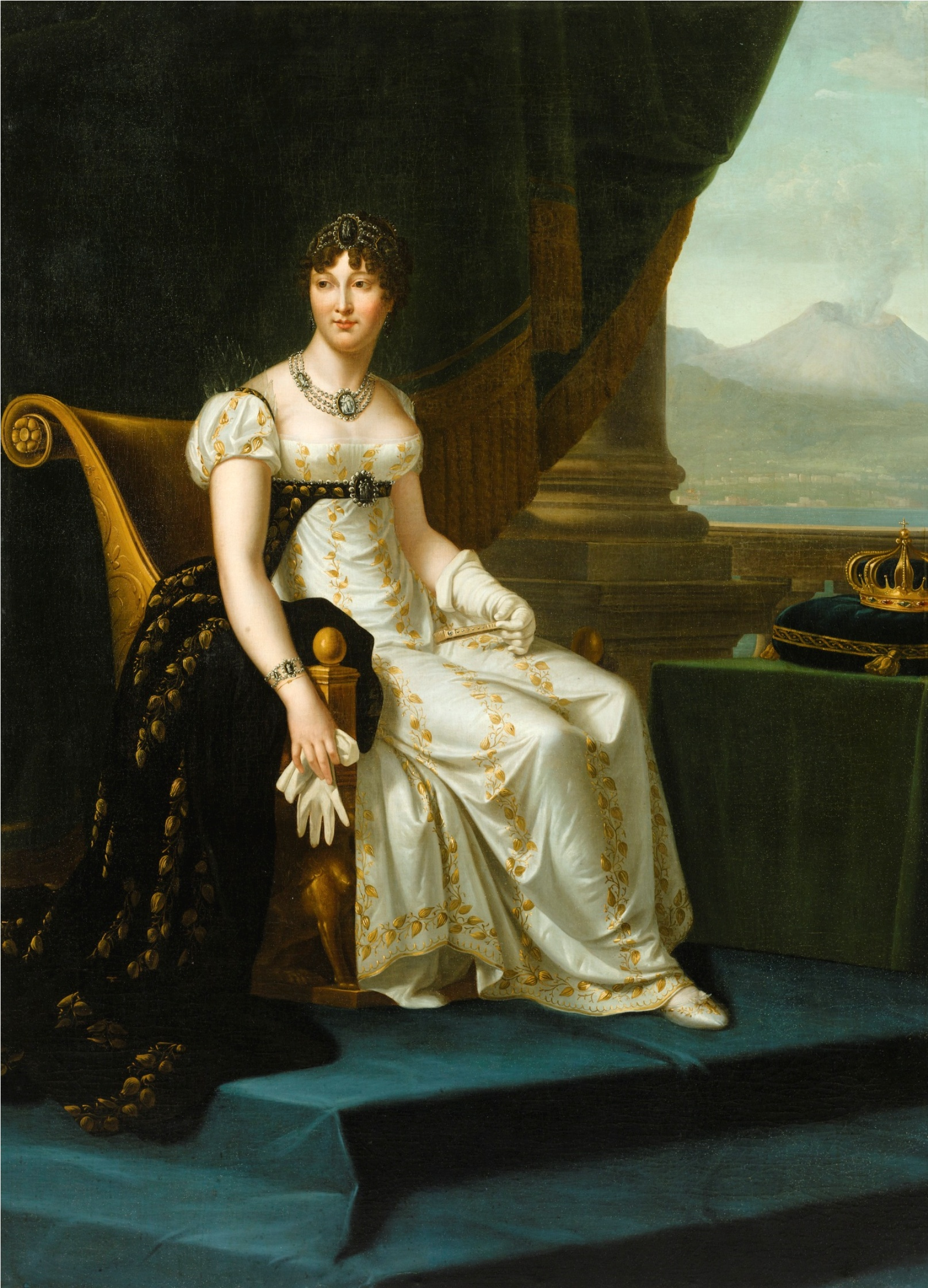
Entourage de François-Pascal-Simon Gérard, Portrait de Caroline Bonaparte reine de Naples et des deux Siciles.

Un portrait de la reine Caroline Bonaparte vers 1810, la montre assise, la couronne royale posée à ses côtés sur un coussin de velours. À l’arrière-plan, la baie de Naples et le Vésuve avec son panache volcanique. Cette peinture est considérée par les descendants de Lucien Murat comme une œuvre exécutée par François Gérard. L'historien d'art Alain Latreille, expert des œuvres du peintre, émet un avis contraire et écarte cette toile de l'attribution à Gérard ou à son atelier. Un autre portrait identique à celui-ci et conservé dans une collection privée, est répertorié comme étant un tableau de Jean-Baptiste Regnault. Dans cette bataille d'experts, la restauratrice d'art italienne Nicoletta D'Arbitrio attribue bien ce même tableau à François Gérard.

### Cinéma
- 1912 : Dans le film muet italien Una congiura contro Murat de Giuseppe Petrai, elle est interprétée par Bianca Lorenzoni
- 1927 : Dans le film Napoléon d'Abel Gance, elle est interprétée par Pierrette Lugan
- 1955 : Dans le film Napoléon de Sacha Guitry, elle est interprétée par Anna Amendola
- 1959 : Dans le film Austerlitz d'Abel Gance, elle est interprétée par Daniela Rocca

### Télévision
- 1979 : Dans Joséphine ou la Comédie des ambitions de Robert Mazoyer, elle est interprétée par Catherine Salviat
- 1987 : Dans la mini-série américaine Napoleon and Josephine: A Love Story de Richard T. Heffron, elle est interprétée par Julie Graham
- 2002 : Dans la mini-série Napoléon de Yves Simoneau, elle est interprétée par Marie Bäumer
- 2017 : l'émission Secrets d'histoire sur France 2 du 27 juillet 2017, intitulée Caroline, née Bonaparte, épouse Murat, lui était consacrée[4].
- 2024 : Dans la saison 8 de la série La Guerre des trônes, la véritable histoire de l'Europe, elle est interprétée par Katia Miran.

## Source
- Florence Vidal, Caroline Bonaparte, Paris, Pygmalion, 2006, 298 p. (ISBN 2-85704-990-0)
- Florence de Baudus, Caroline Bonaparte : Sœur d'empereur, reine de Naples, Paris, Perrin, 2014, 417 p. (ISBN 978-2-262-04068-0)